# بن بورسير
بن بورسير (بالإنجليزية: Ben Purser)‏ مواليد 24 فبراير 1990، هو لاعب كرة سلة أسترالي بدأ مسيرته الاحترافية في سنة 2011 ويحمل الرقم 33.